# Mercedes-Benz C291
Mercedes-Benz C291 är en sportvagn, tillverkad av den schweiziska racerbiltillverkaren Sauber i samarbete med Mercedes-Benz 1991.

## Bakgrund
Till säsongen 1991 införde FIA ett nytt reglemente för sportvagnsprototyperna, med mindre och lättare bilar. Motorstorleken begränsades till 3,5 liter och överladdning förbjöds. Det var samma regler som gällde för samtida formel 1-bilar. Flera tillverkare, däribland Sauber Mercedes, hade svårt att få fram sina nya bilar i tid och för att fylla ut startfälten tilläts de äldre Grupp C-bilarna att fortsätta tävla under säsongen.

## Mercedes-Benz C291
Sauber Mercedes nya bil var en vidareutveckling av den framgångsrika företrädaren C11. Största skillnaden var den nya motorn. Mercedes-Benz tog fram en platt (180°) tolvcylindrig V-motor. För att få ut tillräckligt hög effekt var motorn betydligt mer högvarvig än företrädaren.
Som med så många andra nyutvecklade motorer hade man problem med tillförlitligheten under den första säsongen. Dessutom var bilen långsammare i kurvorna än konkurrenterna.

## Mercedes-Benz C292
Problemen med C291 gjorde att Sauber Mercedes till 1992 planerade för en efterträdare. Den nya C292 använde samma motor som företrädaren, men karossen vidareutvecklades så att bilen skulle kunna hänga med i konkurrensen.
C292:an fick tyvärr aldrig tävla. Inför säsongen 1992 beslutade Mercedes-Benz att lägga ner sitt engagemang inom sportvagnsracingen och utvecklingen av den nya bilen lades ner. Utvecklingskostnaderna för sportvagnarna hade rusat i höjden och från att ha kunnat använda näst intill ”standardmotorer” tvingade den nya 3,5-litersformeln tillverkarna att ta fram dyrbara racingmotorer, som lika gärna kunde användas i formel 1-bilar. Så Mercedes-Benz tog konsekvenserna av detta och till säsongen 1993 satsade man på ett formel 1-stall tillsammans med Sauber.

## Tekniska data
| Tekniska data               | C291                                                                  |
| --------------------------- | --------------------------------------------------------------------- |
| Motor:                      | Mittmonterad 12-cylindrig 180° V-motor                                |
| Cylindervolym:              | 3492 cm³                                                              |
| Borrning x slaglängd:       | 86,0 x 50,1 mm                                                        |
| Max effekt vid varvtal:     | 650 hk vid 13 000 v/min                                               |
| Ventilstyrning:             | Dubbla överliggande kamaxlar per cylinderrad, 4 ventiler per cylinder |
| Bränslesystem:              | Bosch bränsleinsprutning                                              |
| Växellåda:                  | 6-växlad manuell                                                      |
| Hjulupphängning fram & bak: | Dubbla tvärlänkar, skruvfjädrar, krängningshämmare                    |
| Bromsar:                    | Hydrauliska skivbromsar i kolfiber                                    |
| Chassi & kaross:            | Självbärande monocoque av kolfiber/aluminium-honeycomb                |
| Hjulbas:                    | 270 cm                                                                |
| Torrvikt:                   | 750 kg                                                                |
| Toppfart:                   | 385 km/h                                                              |

## Tävlingsresultat

### Sportvagns-VM 1991
Säsongen 1991 blev ett litet misslyckande, jämfört med tidigare framgångsrika säsonger. C291:an tog bara en seger, vid årets sista lopp Autopolis 430 km som vanns av Michael Schumacher och Karl Wendlinger.
Tillsammans med poängen tagna i början av säsongen med företrädaren C11 slutade stallet trea i mästerskapet.